# Jarosław Chojnacki (chemik)
Jarosław Adam Chojnacki (ur. 1961 w Bydgoszczy) – polski chemik-nieorganik i krystalograf, profesor nauk ścisłych i przyrodniczych, pracownik naukowy Katedry Chemii Nieorganicznej Politechniki Gdańskiej.

## Życiorys
Absolwent Technikum Chemicznego im. I. Łukasiewicza. Studia chemiczne ukończył na Wydziale Chemicznym Politechniki Gdańskiej w 1986 r. Jego badania związane były z syntezą organiczną i krzemoorganiczną oraz z krystalografią. Stopień doktora nauk chemicznych uzyskał w 1998 r. na Wydziale Chemicznym PG podstawie rozprawy pt. Silanotiolany miedziowców. Synteza, właściwości oraz zastosowanie na przykładzie związków srebra(I), napisanej pod kierunkiem prof. Barbary Becker, a stopień doktora habilitowanego w 2010 r. na tymże wydziale, na podstawie pracy pt. Analiza strukturalna silanotiolanów. Wpływ centrów kwasowych na zmiany w układzie wiązań Si−O−C oraz Si−S grupy tri-tert-butoksysilanotiolanowej w ciele stałym. W 2019 r. uzyskał tytuł profesora nauk ścisłych i przyrodniczych. Prowadził badania związków galu(I) na Uniwersytecie w Karlsruhe, Niemcy.
Współpracuje ściśle z Uniwersytetem PTFE w Natal, Brazylia oraz Gdańskim Uniwersytetem Medycznym. Od 2002 kieruje Pracownią Rentgenografii Strukturalnej Monokryształów (założoną przez prof. Wiesława Wojnowskiego) przy Katedrze Chemii Nieorganicznej. Współautor ponad stu publikacji naukowych. Od 2006 r. działa w Polskim Towarzystwie Krystalograficznym. Do 2021 r. wypromował dwóch doktorów. Od 2021 r. jest przewodniczącym Komitetu Organizacyjnego Ogólnopolskiej Olimpiady Krystalograficznej.